# Jerry Goodman
Jerry Goodman (* 16. března 1949, Chicago, Illinois, USA) je americký houslista. Byl členem skupin The Flock, Mahavishnu Orchestra (1971–1973) a Dixie Dregs (1992–dosud). Vydal také například společné album s Janem Hammerem Like Children. Na několika albech se podílel jako host, patří mezi ně například album Black Clouds & Silver Linings z roku 2009 od skupiny Dream Theater.

## Sólová diskografie
- 1985 – On the Future of Aviation
- 1986 – Ariel
- 1987 – It's Alive